# Paul Mattick
Paul Mattick (* 13. März 1904 in Stolp, Pommern; † 7. Februar 1981 in Cambridge, Massachusetts) war ein deutscher Ökonom,  Rätekommunist und politischer Schriftsteller. Mattick emigrierte in den 1920er Jahren in die USA und war dort aktives Mitglied der Industrial Workers of the World. Er arbeitete an einer Theorie der kapitalistischen Krise und kritisiert die Werke von J. M. Keynes, besonders dessen Behauptung, Staatsinterventionen könnten ökonomische Krisen lösen.

## Leben und Werk
1904 wurde Paul Mattick in Pommern geboren und wuchs in Berlin in einer linksstehenden Familie auf. Bereits mit 14 Jahren war Mattick ein Mitglied der Freien Sozialistischen Jugend (FSJ) des Spartakusbundes. Er begann 1918 eine Lehre als Werkzeugmacher bei Siemens, wo er während der Novemberrevolution zum Vertreter der Lehrlinge im Arbeiterrat der Firma gewählt wurde.
Mattick, der an vielen Aktionen während der Revolution beteiligt war und mehrfach festgenommen und mit dem Tode bedroht wurde, trug mit zur fortschreitenden Radikalisierung und der links-oppositionellen Tendenz der Kommunisten in Deutschland bei. Im Rahmen der Spaltung der „KPD (Spartacus)“ in Heidelberg trat er im Frühjahr des Jahres 1920 der neu gegründeten Kommunistischen Arbeiterpartei Deutschlands (KAPD) bei. Beteiligt war er an der Herausgabe einer Zeitung der „Roten Jugend“, der Jugendorganisation der KAPD.
Im Alter von 17 Jahren – also im Jahr 1921 – zog Mattick nach Köln, um dort einige Zeit bei Klöckner zu arbeiten, bis Streiks, Aufstände und seine erneute Festnahme jede Aussicht auf weitere Anstellung zunichtemachten. Während seiner Tätigkeit als Organisator und Agitator der KAPD und der Allgemeinen Arbeiter-Union (AAU) im Raum Köln lernte er unter anderem Jan Appel kennen. Außerdem knüpfte er Kontakte mit Intellektuellen, Schriftstellern und Künstlern aus der von Otto Rühle gegründeten Allgemeine Arbeiter-Union – Einheitsorganisation (AAUE).
1926 emigrierte Mattick in die USA, da er bereits einige Jahre arbeitslos gewesen war, und wegen des fortdauernden Niedergangs der radikalen Massenbewegung und der damit verbundenen Hoffnungen auf eine Revolution, insbesondere nach 1923. Seine Kontakte zur KAPD und AAU in Deutschland erhielt er jedoch aufrecht.
In den USA beschäftigte sich Mattick systematisch mit den theoretischen Grundlagen, allen voran den Werken von Karl Marx. Die Veröffentlichung von Henryk Grossmanns Hauptwerk, Das Akkumulations- und Zusammenbruchsgesetz des Kapitalistischen Systems im Jahre 1929 war ein wichtiges Ereignis für Mattick. Darin nämlich brachte Grossmann Marx’ Theorie der Akkumulation, die vollständig in Vergessenheit geraten war, zurück in den Fokus der Diskussionen der Arbeiterbewegung. Für Mattick nahm Marx’ Kritik der politischen Ökonomie, anstelle eines rein theoretischen Aspekts, einen direkten Einfluss auf seine eigene revolutionäre Einstellung.
Von dieser Zeit an konzentrierte sich Mattick vollständig auf Marx’ Theorie der kapitalistischen Entwicklung, der ihr immanenten widersprüchlichen Logik und deren unvermeidlicher Krise als Grundlage des politischen Denkens der Arbeiterbewegung.
Gegen Ende der 1920er Jahre zog Mattick nach Chicago, wo er anstrebte, die verschiedenen deutschstämmigen Arbeiterverbände zu vereinigen. 1931 versuchte er die Chicagoer Arbeiterzeitung wieder ins Leben zu rufen, eine sehr traditionell geprägte Zeitung, die zeitweise von August Spies und Josef Dietzgen herausgegeben worden war. Der Erfolg blieb allerdings aus.
Mattick wurde Mitglied der Industrial Workers of the World (IWW). Die IWW war die einzige revolutionäre Vereinigung in Amerika, die über Staats- und Sektorengrenzen hinweg alle Arbeiter mit dem Ziel der Vorbereitung eines großen Schlages zum Sturz des Kapitalismus vereinigen wollte. Die beste Zeit dieser Organisation mit militanten Umsturzversuchen war jedoch schon Anfang der dreißiger Jahre zu Ende gegangen, so dass nur die aufkeimende Arbeitslosenbewegung den IWW kurzzeitigen regionalen Vorschub brachte. 1933 entwarf Mattick in Chicago ein neues Programm für die IWW, in dem er versuchte, der Organisation eine solidere marxistische Grundlage auf der Basis von Grossmanns Theorie zu schaffen. Ein 1933, zeitgleich zur „Machtergreifung“ der NSDAP fertiggestelltes deutschsprachiges IWW-Pamphlet hieß: Die Todeskrise des kapitalistischen Systems und die Aufgabe des Proletariats.
1934 gründete Mattick zusammen mit Freunden von den IWW sowie einigen Ausgeschlossenen aus der leninistischen Proletarian Party die United Workers Party, die sich später in Group of Council Communists umbenannte. Diese Gruppe hielt engen Kontakt mit den verbleibenden deutschen und holländischen Gruppen von Linkskommunisten in Europa und gab die Zeitschrift International Council Correspondence heraus. Diese entwickelte sich im Verlauf der dreißiger Jahre zur anglo-amerikanischen Parallele zur Rätekorrespondenz des holländischen Group of International Communists (Holland) (GIC(H)). Man übersetzte Artikel und Debatten aus Europa und veröffentlichte sie zusammen mit volkswirtschaftlichen Analysen und kritischen politischen Kommentaren über das Zeitgeschehen in den USA und dem Rest der Welt.
Neben seiner Arbeit in einer Fabrik organisierte Mattick nicht nur die technischen Aspekte der Redaktion, sondern war auch der Autor eines Großteils der Beiträge, die in dieser Zeitung erschienen. Unter den anderen Autoren, die gerne regelmäßig zur Ausgabe beitrugen, war Karl Korsch, mit dem Mattick 1935 in Kontakt getreten war und mit dem ihn nach dessen Emigration in die USA im Jahre 1936 über viele Jahre eine enge Freundschaft verband.
Als der europäische Rätekommunismus in der zweiten Hälfte der 1930er Jahre offiziell verschwand und in den Untergrund gedrängt wurde, benannte Mattick die Correspondence um: Von 1938 an hieß sie Living Marxism und ab 1942 New Essays.
Neben Karl Korsch und Henryk Grossmann stand Mattick auch in Kontakt mit Max Horkheimers Institut für Sozialforschung, der späteren „Frankfurter Schule“. 1936 verfasste Mattick eine umfangreiche soziologische Studie über die amerikanische Arbeitslosenbewegung für dieses Institut, in dessen Archiv sie bis zur Veröffentlichung im Jahre 1969 durch den SDS-Verlag „Neue Kritik“ lagerte.
Nach dem Eintritt der USA in den Zweiten Weltkrieg und der daran anschließenden Verfolgungskampagne gegen die intellektuelle Linke wurde diese durch Joseph McCarthy beseitigt, woraufhin sich Mattick Anfang der 1950er Jahre aus dem politischen Leben zurückzog. Er zog aufs Land, wo er sich mit Gelegenheitsjobs und seiner Tätigkeit als Schriftsteller über Wasser hielt. In der Nachkriegszeit nahm Mattick – wie auch andere – nur gelegentlich an kleineren politischen Aktivitäten teil und schrieb von Zeit zu Zeit kurze Artikel für verschiedene Zeitschriften.
Beginnend in den 1940er Jahren bis hinein in die 1950er widmete sich Mattick den Werken von John Maynard Keynes und verfasste eine Reihe von kritischen Anmerkungen und Artikeln zur Keynes’schen Theorie und Praxis. Im Rahmen dieser Arbeit entwickelte er Marx’ und Grossmanns Theorie über die kapitalistische Entwicklung weiter, um neuen Phänomenen und Erscheinungen des modernen Kapitalismus kritisch zu begegnen.
Im Zuge der allgemeinen Veränderungen der politischen Landschaft und dem Wiederauftreten radikaleren Gedankengutes in den 1960er Jahren lieferte Paul Mattick einige ausgefeilte und wichtige politische Beiträge: Eines der Hauptwerke ist Marx and Keynes. The Limits of Mixed Economy (1969), welches in mehrere Sprachen übersetzt einen recht großen Einfluss auf die nach-achtundsechziger Studentenbewegung hatte. Ein weiteres wichtiges Werk war Critique of Herbert Marcuse – The one-dimensional man in class society, in dem Mattick entschieden die These zurückwies, nach der das Proletariat im Marx'schen Verständnis ein „mythologisches Konzept“ in einer fortgeschrittenen kapitalistischen Gesellschaft geworden sei. Obgleich er Marcuses kritischer Analyse der vorherrschenden Ideologie zustimmte, legte Mattick dar, dass die Theorie der Eindimensionalität selbst nur als Ideologie existierte. Marcuse bestätigte in der Folge, dass Matticks Kritik die einzig ernstzunehmende gewesen sei, der sein Buch unterzogen wurde.
Bis zum Ende der 1970er Jahre fanden sich zahlreiche neue und alte Artikel von Mattick in verschiedenen Sprachen in den unterschiedlichsten Publikationen. Im akademischen Jahr 1974/75 erhielt Mattick eine Gastprofessur an der „roten“ Universität Roskilde in Dänemark. Dort dozierte er über Marx’ Kritik der Politischen Ökonomie und über die Geschichte der Arbeiterbewegung und beteiligte sich kritisch an Seminaren anderer Gäste wie Maximilien Rubel, Ernest Mandel, Joan Robinson und anderen. 1977 beendete er seine letzte wichtige Vorlesungsreise an der Universität von Mexiko-Stadt. Seine beiden einzigen Auftritte im damaligen Westdeutschland hatte er 1971 in Berlin und 1975 in Hannover.
In diesen letzten Jahren seiner Tätigkeit gelang es Mattick so, auch aus jüngeren Generationen einige Anhänger für seine Weltsicht zu gewinnen. 1978 erschien eine umfangreiche Sammlung seiner über vierzigjährigen Tätigkeit unter dem Titel Anti-bolschewistischer Kommunismus.
Paul Mattick starb im Februar des Jahres 1981 und hinterließ ein beinahe vollendetes Manuskript für ein weiteres Buch, welches später von seinem Sohn überarbeitet wurde und unter dem Titel Marxism – Last Refuge of the Bourgeoisie? erschien.
Paul Mattick war seit 1945 mit Ilse Mattick (1919–2009) verheiratet. Ihr gemeinsamer Sohn, der Philosoph und Ökonom Paul Mattick Jr., wurde 1944 geboren.

## Ausgewählte Werke
- Kritik an Herbert Marcuse. Der eindimensionale Mensch in der Klassengesellschaft. Aus dem Amerikanischen von Hermann Huss. Europäische Verlagsanstalt, Frankfurt am Main 1969.
- Lenin. Revolution und Politik. Aufsätze von Paul Mattick, Bernd Rabehl, Juri Tynjavow und Ernest Mandel, Frankfurt am Main, 1970.
- Marx und Keynes. Die Grenzen des „gemischten Wirtschaftssystems“. Europäische Verlagsanstalt, Frankfurt am Main 1974.
- Kritik der Neomarxisten und andere Aufsätze. Fischer Taschenbuch Verlag, Frankfurt am Main 1974.
- Spontanität und Organisation. Vier Versuche über praktische und theoretische Probleme der Arbeiterbewegung. Suhrkamp Verlag, Frankfurt 1975.
- Anton Pannekoek, Diethard Behrens, Paul Mattick: Marxistischer Antileninismus. Ça-Ira, Freiburg 1991.
- Die Revolution war für mich ein großes Abenteuer. Paul Mattick im Gespräch mit Michael Buckmiller, Unrast Verlag, Münster 2013.